# Undekaprenil-fosfat 4-dezoksi-4-formamido-L-arabinoza transferaza
Undekaprenil-fosfat 4-dezoksi-4-formamido--arabinoza transferaza (EC 2.7.8.30, undekaprenil-fosfat Ara4FN transferaza, Ara4FN transferaza, protein polimiksinske otpornosti PmrF, UDP-4-amino-4-dezoksi-alfa--arabinoza:ditrans,policis-undekaprenil fosfat 4-amino-4-dezoksi-alfa-L-arabinoziltransferaza) je enzim sa sistematskim imenom UDP-4-amino-4-dezoksi-alfa-L-arabinoza:ditrans,oktacis-undekaprenil fosfat 4-amino-4-dezoksi-alfa--arabinosiltransferaza. Ovaj enzim katalizuje sledeću hemijsku reakciju
UDP-4-dezoksi-4-formamido-beta-L-arabinopiranoza + ditrans,oktacis-undekaprenil fosfat {\displaystyle \rightleftharpoons } UDP + 4-dezoksi-4-formamido-alfa-L-arabinopiranozil ditrans,oktacis-undekaprenil fosfat
Ovaj enzim nije aktivan sa UDP-4-amino-4-dezoksi-beta-L-arabinozom.

## Literatura
- Nicholas C. Price; Lewis Stevens (1999). Fundamentals of Enzymology: The Cell and Molecular Biology of Catalytic Proteins (Third изд.). USA: Oxford University Press. ISBN 019850229X.
- Eric J. Toone (2006). Advances in Enzymology and Related Areas of Molecular Biology, Protein Evolution (Volume 75 изд.). Wiley-Interscience. ISBN 0471205036.
- Branden C; Tooze J. Introduction to Protein Structure. New York, NY: Garland Publishing. ISBN 0-8153-2305-0.
- Irwin H. Segel. Enzyme Kinetics: Behavior and Analysis of Rapid Equilibrium and Steady-State Enzyme Systems (Book 44 изд.). Wiley Classics Library. ISBN 0471303097.
- William P. Jencks (1987). Catalysis in Chemistry and Enzymology. Dover Publications. ISBN 0486654605.

## Spoljašnje veze
- Undecaprenyl-phosphate+4-deoxy-4-formamido-L-arabinose+transferase на 